# Ladislaus Weinek
Ladislaus Weinek (en húngaro: Weinek László, 13 de febrero de 1848, Buda – 12 de noviembre de 1913, Praga) fue un astrónomo húngaro.

## Semblanza
Weinek fue educado en Viena, y trabajó durante un período en los laboratorios de la fotografía en Schwerin.
En 1874 se unió a una expedición a las Islas Kerguelen para observar un tránsito de Venus a través de la faz del sol. Sus resultados de la expedición fueron publicados en la  Acta Nova Leopoldina. En 1883 se convirtió en profesor en Praga y fue el director de sesiones del Observatorio Klementinum.
En colaboración con Friedrich Küstner, hizo mediciones de la altura del polo. Durante sus investigaciones, descubrió también el movimiento polar. (El movimiento de la Tierra es un eje relativo a la corteza).
El uso de imágenes tomadas en el Observatorio Lick y el Observatorio de Meudon, produjo el primer atlas de la Luna que se basa en fotografías.

## Algunas publicaciones
- Die Photographie in der messenden Astronomie, insbesondere bei Venusvorübergängen. In: Nova Acta der Ksl. Leop.-Carol.-Deutschen Akademie der Naturforscher 70, 1879, pp. 33–148
- Enlarged Drawings from Lunar Photographs taken at the Lick Observatory. In: Publications of the Astronomical Society of the Pacific 3, 1891, S. 333–344 (online)
- Photographischer Mond-Atlas: vornehmlich auf Grund von focalen Negativen der Lick-Sternwarte im Maßstabe eines Monddurchmessers von 10 Fuss ausgeführt, Carl Bellmann, Praga 1897–1900
- Definitive Resultate aus den Prager Polhöhenmessungen von 1889 bis 1892 und von 1895 bis 1899. Hasse, Praga 1903

## Eponimia
- El cráter lunar Weinek lleva este nombre en su memoria.[2]
- El asteroide (7114) Weinek también conmemora su nombre.[3]